# Плотниченко, Григорий Максимович
Григо́рий Макси́мович Плотниче́нко (18 августа 1918, Таганрог, РСФСР — 1975, Краснодар, РСФСР) — советский композитор, фольклорист, хормейстер, педагог, Заслуженный деятель искусств РСФСР (1960), создатель и первый председатель отделения Краснодарского Союза композиторов РСФСР, заведующий кафедрой музыки и пения в Краснодарском государственном педагогическом институте.

## Биография
Родился 18 августа 1918 года в городе Таганрог, РСФСР.
В возрасте 8 лет пошёл учиться в музыкальную школу. В 1936 году записался в оркестр народных инструментов Дворца пионеров в Краснодаре. В 1937 году поступил на дирижерско-хоровое отделение Краснодарского музыкального училища.
В начале Великой Отечественной войны ушёл добровольцем на фронт с последнего курса училища. Воевал в Крыму. В 1942 году окончил краткосрочное артиллерийско-минометное училище, после чего был назначен командиром батареи реактивных миномётов РС-13 «Катюша». Сражался на Воронежском фронте, участвовал Сталинградской битвы. В 1943 году был тяжело ранен, ему ампутировали руку,
демобилизован из армии. На фронте награждён Орденом Красной Звезды и медалями.
В 1943 окончил музыкальное училище имени Римского-Корсакова и остался преподавать в нём. Не смотря на потерю руки, Плотниченко научился хорошо играть на музыкальных инструментах. Был художественным руководителем Краснодарской государственной филармонии и художественным руководителем ансамбля песни и пляски Северо-Кавказского военного округа.
Окончил Саратовский государственный педагогический институт имени Н. Г. Чернышевского. В 1957 году стал заведующим кафедрой музыки и пения в Краснодарском государственном педагогическом институте. В том же году принят в члены правления Союза композиторов СССР. В 1966 году назначен деканом музыкального педагогического факультета института.
Сочинил такие музыкальные произведения как: «Кубанские синие ночи», «Маки на малой земле», «У старого кургана», «Над Кубанской степью солнце», «От весны никуда ни скрыться», «Девичья лирическая», «Тихо за околицей» на стихи кубанских авторов. На его музыку поэты сочинили стихи для песен о военных годах: «Гвардейцы миномётчики», «Севастопольская», «По Дону гуляет..». Также написал сюиты, баллады, романсы и музыку к детским кукольным спектаклям.
Создал и стал первым руководителем отделения Краснодарского Союза композиторов РСФСР и краевого отделения Всероссийского хорового общества.
Организатор фестиваля искусств «Кубанская музыкальная весна». Избирался депутатом Краснодарского краевого Совета депутатов трудящихся. Награждён Орденом «Знак Почёта». За большой вклад в музыкальное искусство Григорий Максимович Плотниченко был удостоен почётного звания «Заслуженный деятель искусств РСФСР».
Скончался в 1975 году в Краснодаре.

## Награды и звания
- Орден Красной Звезды
- Орден «Знак Почёта»
- Медали
- Заслуженный деятель искусств РСФСР (1960)

## Память
- В Краснодаре именем композитора Григория Плотниченко названа одна из улиц города.